# Radlický hřbitov
Radlický hřbitov se nachází v Praze v městské čtvrti Radlice, v ulici Výmolova 38. Hřbitov byl založen v roce 1896. Má trojúhelníkový tvar a rozlohu 0,37 ha. Hřbitov má 386 pohřbívacích míst, z toho je zde 348 hrobů, 15 urnových hrobů a 5 hrobek. Hřbitov spravuje příspěvková organizace Hřbitovy a pohřební služby hl. m. Prahy, Hřbitovní správa Malvazinky a Bubeneč.